# Capri-Napoli (2018)
L'edizione numero 53 della Capri-Napoli si è svolta il 9 settembre 2018, con partenza dal Le Ondine Beach Club di Marina Grande e arrivo al Circolo Canottieri Napoli. Hanno preso parte alla gara 20 nuotatori (15 uomini e 5 donne).

## Classifica finale[1]
| Classifica | Atleta               | Nazione     | Tempo      | Classifica per Sesso |
| 1          | Francesco Ghettini   | Italia      | 6h 56’ 11” | 1° uomini            |
| 2          | Evgenij Pop Acev     | Macedonia   | 6h 59’ 59” | 2° uomini            |
| 3          | Lars Bottelier       | Paesi Bassi | 7h 00’ 25” | 3° uomini            |
| 4          | Edoardo Stochino     | Italia      | 7h 01’ 42” | 4° uomini            |
| 5          | Xavier Desharnais    | Canada      | 7h 05’ 19″ | 5° uomini            |
| 6          | Matheus Evangelista  | Brasile     | 7h 05’ 33” | 6° uomini            |
| 7          | Marco Magliocca      | Italia      | 7h 11’ 56″ | 7° uomini            |
| 8          | Matias Diaz          | Argentina   | 7h 14’ 47″ | 8° uomini            |
| 9          | Barbara Pozzobon     | Italia      | 7h 19' 05” | 1ª donne             |
| 10         | Alice Franco         | Italia      | 7h 19’ 35” | 2ª donne             |
| 11         | Nicolas Segurado     | Argentina   | 7h 34’ 26” | 9° uomini            |
| 12         | Pilar Geijo          | Argentina   | 7h 36’ 56” | 3ª donne             |
| 13         | Mohamed Saleh        | Siria       | 8h 04’ 32” | 10° uomini           |
| 14         | Vanesa Garcia        | Argentina   | 8h 39’ 59” | 4ª donne             |
| 15         | Daira Marin          | Argentina   | 8h 40’ 00” | 5ª donne             |
| 16         | Domenico Scaldaferri | Italia      | 8h 40’ 01” | 11° uomini           |
|            | Ritirati:            |             |            |                      |
|            | Adel El Behari       | Egitto      |            |                      |
|            | Damian Blaum         | Argentina   |            |                      |
|            | Jean Luc Boulanger   | Francia     |            |                      |
|            | Dave Hynan           | Stati Uniti |            |                      |